# Миле Корун
Миле Корун (30. октобар 1928) југословенски и словеначки је позоришни редитељ и сценограф.

## Награде
- Награда Бојан Ступица
- Жупанчићева награда
- Прешернова награда
- Стеријина награда за режију (1966, 1975, 1980)

## Изабрана театрографија
- Ујка Вања (1952, глумац)[1]
- Худичев ученец (1952, игралец)[1]
- Мизантроп; Тартиф; Смешне прециозе (1952, глумац)[1]
- Господична Јулија / Фрöкен Јулие (1953, сценограф)[1]
- Налагани сопрог / Хоњ Хе Лиед то Хер Хусбанд (1953, сценограф)[1]
- Деж ин вихар / Тхе Њинд анд тхе Раин (1953, сценограф)[1]
- Страст под брести / Десире Ундер тхе Елмс (1954, сценограф)[1]
- Последња ноч / Ла нуит дес хоммес (1954, сценограф)[1]
- Монологи (1954, сценограф)[1]
- Беле ночи (1955, сценограф)[1]
- Сганарелле али Намишљени рогоносец / Сганарелле оу ле Цоцу имагинаире (1955, сценограф, режисер)[1]
- Чешњев врт / Вишневyј сад (1957, сценограф)[1]
- Електра (1958, сценограф)[1]
- Слуга двех господов (1958, сценограф)[1]
- Дон Жуан у паклу (1962, сценограф)[1]
- Учна ура (1963, сценограф, асистент режисера)[1]
- Упорник (1963, асистент режисерја, сценограф)[1]
- Краљ Лир (1964, режисер)[1]
- Област / Власт (1964, сценограф)[1]
- Два лопова / Два лопова (1964, сценограф)[1]
- Спомини на Августа Цесарца (1964, режисер)[1]
- Похујшање в долини Шентфлорјански : монтажа / Корунова Похујшања - одломки (1965, режисер)[1]
- Пекленски строј / Ла Мацхине инфернале (1965, сценограф)[1]
- Орестеиа / Орестеиа (1968, режисер, сценограф)[1]
- Жабе али прилика о убогем Лазарју (1970, режисер)[1]
- Антигона (1971, режисер)[1]
- Вилинчек з Луне (1972, режисер)[1]
- Андроклес ин лев (1973, режисер, сценограф)[1]
- Изгубљени син (1974, режисер)[1]
- Похујшање в долини Шентфлорјански (1976, режисер)[1]
- Змај (1976, режисер)[1]
- Саблазан у долини Сент Флоријанској (1977)[2]
- Грбавец (1979, режисер)[1]
- Лепа Вида (1979, режисер)[1]
- Воранц (1980, режисер)[1]
- Превзгоја срца (1980, режисер)[1]
- Хлапци (1980, режисер)[1]
- Ноцој бомо импровизирали (1981, режисер)[1]
- Намишљени болник (1982, режисер)[1]
- Злата чевељчка (1983, режисер)[1]
- Хамлет (1984, режисер)[1]
- Шест осеб ишче авторја (1985, режисер)[1]
- Кар хочете (1986, сценограф, режисер)[1]
- Разбити врч / Зерброцхене Круг, Дер (1986, режисер)[1]
- Људожерци (1987, режисер, сценограф)[1]
- Песникова жена прихаја (1989, режисер)[1]
- Потоходец (1990, режисер)[1]
- Хенрик ИВ. (1993, режисер)[1]
- За народов благор (1994, режисер)[1]
- Краљ на Бетајнови (1994, режисер)[1]
- Пред упокојитвијо (1995, режисер)[1]
- Хлапци (1995, режисер)[1]
- Горгонин дар / Гифт оф тхе Горгон (1996, режисер)[1]
- Тартиф (1997, режисер)[1]
- Ујка Вања (1997, режисер)[1]
- Разбити врч / Дер зерброцхне Круг (1999, режисер)[1]
- Достојевски: Идиот (1999, режисер)[1]
- Призори из законскега живљења (2000, режисер)[1]
- Догодек в месту Гоги (2001, режисер)[1]
- Јез / Њеир, Тхе (2001, режисер)[1]
- Краљ Едип (2004, режисер)[1]
- Браћа Карамазов (2006, драматург)[1]
- Јагабаба (2007, режисер)[1]
- Тотенбирт (2010, режисер)[1]
- Намишљени болник (2011, режисер)[1]

## Изабрани чланци и публикације
- Спремне беседе. В: Владо Новак: Добродошла, мисс Агата. Љубљана, 1959 (Драмска књижница)[3]
- Режијски напотки. В: Милош Микелн: Голобје миру. Љубљана, 1960 (Драмска књижница ; 1960/2).
- Одговор језнему игралцу. Гл. лист Драме СНГ 45. 1965/66, шт.8, стр.235-238. [Одговор Бранку Миклавцу].
- Запис об упризоритви. Гл. лист СЛГ (Цеље) 1967/68, шт. л. [Иван Цанкар: Хлапци, 20. 10. 1967].
- Гледалишка пирамида. Дело 11. 1969 (31. 1.), шт. 29, стр. 5. [Криза в љубљански Драми].
- Кер чаробне палице жал ни...Дело 11. 1969 (4. 2.), шт. 33, стр. 5. [Криза в љубљански Драми].
- Изјава трех режисерјев. С концем маја со претргали соделовање з Драмо СНГ. Дело 13. 1971 (17. 6.), шт. 162, стр. 7. [Франце Јамник, Миле Корун ин Жарко Петан].
- Одстоп трех режисерјев. Криза в љубљански Драми се надаљује? Недељски дневник 10. 1971 (27. 6.), шт. 173, стр. 3. [Изјаве Францета Јамника, Милета Коруна ин Жарка Петана].
- Снови. 16. Југословенске позоришне игре. Нови Сад, 1971, стр. 65. [Грегор Стрниша: Жабе али Прилика о убогем ин богатем Лазарју. Љубљана, Драма СНГ, 7. 11. 1970].
- Поход в незнано. 20. Југословенске позоришне игре. Нови Сад, 1975. [Андреј Хиенг: Изгубљени син. Љубљана, МГЛ, 30. 12. 1974].
- Поговор. В: Причевања о Лојзету Филипичу. Љубљана, 1975, стр. 97-98 (Књижница МГЛ: 68).
- Ројевање представе. Одломки из режијскега дневника. Содобност 24. 1976, шт. 5, стр. 482-492; шт. 6, стр. 534-546; шт. 7, стр. 654-561. [Записки о настајању представ. Иван Цанкар: Похујшање в долини шентфлорјански. Љубљана, СНГ Драма, 15. 5. 1965. Иван Цанкар: Хлапци. Цеље, СЛГ, 20. 10. 1967].
- Људожерци - Мртвашки плес. Гл. лист МГЛ 27. 1976/77, шт.5, стр.58-60.
- Реч редитеља. 22. Југословенске позоришне игре. Нови Сад, 1977, стр.17. [Иван Цанкар: Похујшање в долини шентфлорјански. Цеље, СЛГ, 19. 3. 1976].
- Записки из режијскега дневника. Гл. лист АГРФТ 1977, шт.13, стр. 779-783. [Славко Грум: Догодек в месту Гоги. Љубљана, СНГ Драма, 21. 2. 1970].
- Рађање представе. Одломци из режисеровог дневника 1964-65. Прев.: Марија Митровић. Сцена (Нови Сад) 1979, шт. 2, стр. 68-81. [Иван Цанкар: Похујшање в долини шентфлорјански. Љубљана, СНГ Драма, 15. 5. 1965].
- Ројевање представе (Похујшани Цанкар). Из режијскега дневника ИВ. Устварјање представе Лепа Вида, Цеље 1979. Образи (Цеље) 11. 1980, шт. л-2, стр. 11-36.
- Као сунчани дан. Реч редитеља. Из редитељевог дневника. Јубиларне 25. Југословенске позоришне игре, Нови Сад, 1980, стр. 5 ин 34. [Иван Цанкар: Лепа Вида. Цеље, СЛГ, 28. 9. 1979].
- Устварјалне стиске. (Говоријо летошњи Прешернови награјенци.) Наши разгледи 30. 1981 (13.2.), шт. 3, стр. 74.
- Миле Корун - изјава о Прешернови награди. Гл. лист СНГ (Марибор) 35. 1980/81, шт. 5.
- Записки из режијскега дневника о представи Аисхилове Орестеие в љубљански Драми лета 1967 ин 1968. В: Антички театар на тлу Југославије. Саопштења са научног скупа (14. – 17. 4. 1980). Нови Сад, 1981, стр. 335–344.
- Кај је режија? Гл. лист СЛГ (Цеље) 1980/81, шт. 2; 1981/82, шт. 4 ин 5.
- Редитељеве дилеме или ђаво и овде и онде. Реч редитеља. 27. Југословенске позоришне игре. Нови Сад, 1982, стр. 71. Билтен 10, стр. 11-12. [Руди Шелиго: *Сватба. Марибор, СНГ Драма, 9. 10. 1981].
- Спремне беседе. Гл. лист ССГ (Трст) 1982/83, шт. 1. [Плавт: Хвалисави војак. Трст, ССГ, 15. 10. 1982].
- Реч редитеља. 28. Југословенске позоришне игре. Нови Сад, 1983, стр. 46-47. [Доминик Смоле: Злата чевељчка. Љубљана, СНГ Драма, 7. 1. 1983].
- Моје искуство са текстом. Прев.: Миљенка Витезовић. Сцена (Нови Сад) 19. 1983, шт. 4-5, стр. 199-200. [Доминик Смоле: Злата чевељчка. Љубљана, СНГ Драма, 7. 1. 1983].
- Спреход скози режисерјев дневник. Гл. лист МГЛ 34. 1983/84, шт.4 стр. 3-7. [Њиллиам Схакеспеаре: Хамлет. Љубљана, МГЛ, 12. 1. 1984].
- Из режисерјевега дневника. 19. Борштниково сречање. Марибор, 1984, стр. 24-25.
- Шала о разбитем врчу. Дело 28. 1986 (1. 2.), шт. 26, стр. 16; (15. 2.), шт. 38, стр. 16. [Хеинрицх вон Клеист: Разбити врч. Љубљана, МГЛ, 25. 1. 1986. *Одговор на оцено упризоритве (Андреј Инкрет, Дело, 28. 1986, 28. 1., стр. 7) ин на одговор (Андреј Инкрет, Дело, 8. 2., стр. 16)].
- О поучевању гледалишке режије. В: 40 лет АГРФТ. Уредила: Јоже Фаганел ин Марко Марин. Љубљана, 1987, стр. 21-27.
- Кадар режирам, сем сречен. В: МГЛ 1951-1986. 35 лет МГЛ. Уредила: Мојца Крефт. Љубљана, 1987, стр. 59.
- Добер тек, људожерци али записки из режисерјевега дневника. Маске 4. 1988/89, шт. 10-11, стр. 104-120. [Грегор Стрниша: Људожерци. Нова Горица, ПДГ, 17. 12. 1987].
- Неподношљиви шарм сценографије. Прев.: Гојко Јањушевић. Сцена (Нови Сад) 25. 1989, шт.1-2, стр. 26-28.
- Ројевање представе. Хлапци в љубљански Драми 1980, Хлапци в СЛГ Цеље 1990, Хлапци 1995. Гл. лист СНГ Драме 75. 1995/96, шт. 1, стр. 23-46, 51-74. [Дневники].
- О поучевању гледалишке режије. Академија за гледалишче, радио, филм ин телевизијо : 50 лет. Уредил: Андреј Инкрет ет ал. Љубљана, 1996, стр. 139-140.
- Десет одговоров на десет изгубљених впрашањ. Гл. лист МГЛ 48. 1997/98, шт. 2, стр. 16-18. [Молиèре: Тартуффе. 25. 9. 1997].
- Моја изкушња с текстом. В: Доминик Смоле. Уредил: Иво Светина. Љубљана, 1996, стр. 176–189 (Збирка Интерпретације ; 5). [Из дневника. Доминик Смоле: Злата чевељчка. Љубљана, СНГ Драма, 7. 1. 1983].
- При Брецхту со ми најбољ вшеч наслови. В: Кај почне Брецхт в данашњих часих. Дело 40. 1998 (2. 4.), шт. 77, стр, 13-14.
- Похујшање в долини шентфлорјански в МГЛ 1998. Гл. лист МГЛ 49. 1998/99, шт. 1, стр. 13-44. [Дневник. Премиера: 25. 9. 1998].
- Дневник. Конструкција призоров. Гл. лист МГЛ 52. 2001/02, шт. 4, стр. 57-100. [Иван Цанкар: Лепа Вида, Хрепенење, Хамлет из цукрарне. 15. 12. 2001].